# キリスト教社会人民党
キリスト教社会人民党（キリストきょうしゃかいじんみんとう、ルクセンブルク語: Chrëschtlech Sozial Vollekspartei、仏: Parti populaire chrétien social、独: Christlich Soziale Volkspartei、略称: CSV または PCS）は、ルクセンブルク最大の政党。キリスト教民主主義および保守的な政治思想を持ち、他の多くのルクセンブルクの政党と同様に強い親欧州主義の立場をとる。欧州人民党 (EPP) および中道民主インターナショナルに属する。
結党以来、代議院で第一党を占め続けている。2024年現在の議席数は、全60議席中21議席である。ガストン・トルン（在任：1974年 - 1979年）とグザヴィエ・ベッテル（2013年 - 2023年）を除いて、第二次世界大戦以降に就任したルクセンブルクの首相は、全員がCSVから輩出されている。
2013年以来、第一党でありながら野党であったが、2023年の総選挙後に民主党と連立合意に至り、政権与党に復帰した。欧州議会ではルクセンブルク選挙区の定数6のうち、2議席を保持し、直接選挙により選ばれた欧州議会議員を30年余りの欧州議会の歴史上、実に約20年間にわたって送り込んでいる。

## 獲得議席数
- 25議席(1945年)
- 22議席(1948年)
- 21議席(1951年)
- 26議席(1954年)
- 21議席(1959年)
- 22議席(1964年)
- 21議席(1968年)
- 18議席(1974年)
- 24議席(1979年)
- 25議席(1984年)
- 22議席(1989年)
- 21議席(1994年)
- 19議席(1999年)
- 24議席(2004年)
- 26議席(2009年)
- 23議席(2013年)
- 21議席(2018年)
- 21議席(2023年)

## 総裁一覧
- Émile Reuter (1945年–1964年)
- Tony Biever (1964年–1965年)
- Jean Dupong (1965年–1972年)
- Nicolas Mosar (1972年–1974年)
- ジャック・サンテール（Jacques Santer） (1974年–1982年)
- Jean Spautz (1982年–1990年)
- ジャン＝クロード・ユンカー（Jean-Claude Juncker） (1990年–1995年)
- Erna Hennicot-Schoepges (1995年–2003年)
- François Biltgen (2003年–2009年)
- Michel Wolter (2009年–2014年)[3]
- Marc Spautz (2014年–2019年)
- Frank Engel (2019年–2021年)
- クロード・ウィセラー (2021年–2023年)
- エリザベート・マルグ (2023年-)